# Fachada das Pratarias

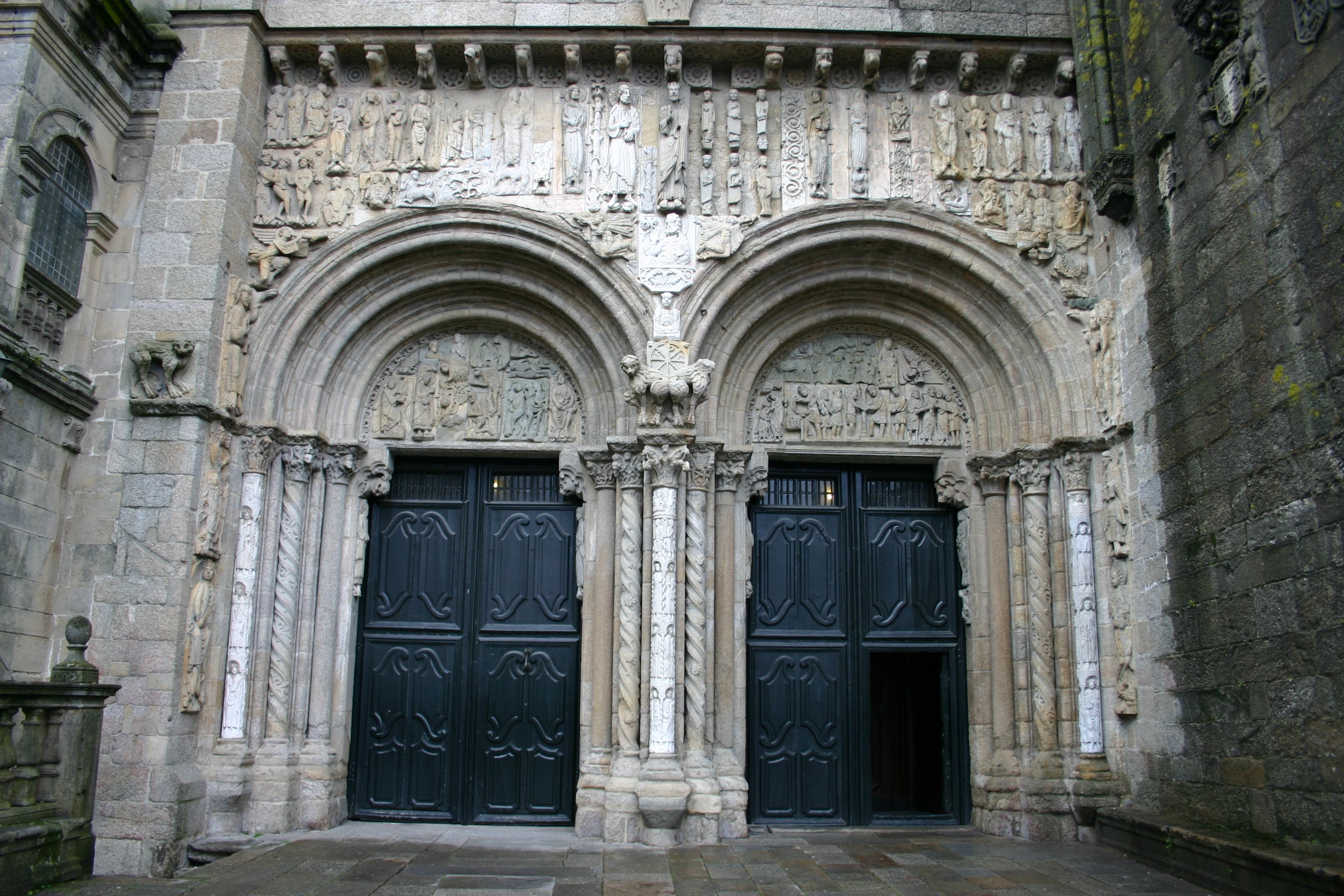
Portões da fachada

A fachada das Pratarias é a fachada meridional do cruzeiro da Catedral de Santiago de Compostela.
Edificou-se entre 1103 e 1117 e contém, além dos relevos românicos originais, outros procedentes de uma porta que nunca se chegou a edificar e da fachada do Paraíso. A fachada das Pratarias sofreu um incêndio em 1117 durante um ataque dos burgueses contra Diego Gelmírez e outro nas meadas do século XV. Em 1884 Antonio López Ferreiro colocou nesta portada uma série de estatuetas que procediam do coro do Mestre Mateus.
A fachada das Pratarias deve seu nome às oficinas de prata que existiam no lugar.
No tímpano da porta esquerda aparece o Cristo tentado por um grupo de demônios. À direita aparece uma mulher seminua com uma caveira nas mãos, que pode ser Eva ou a mulher adúltera. Nas jambas aparecem Santo André e Moisés. No contraforte esquerdo, o bíblico rei David sentado no seu trono com as pernas cruzadas transluzidas através da fina teia da sua roupa e tocando uma viola, personifica o triunfo sobre o mal sendo uma obra destacada do românico esculpida pelo Mestre de Pratarias, a criação de Adão e Cristo abençoando. Todas estas figuras procedem da fachada românica Norte ou do Paraíso (atual fachada da Acibecharia) e foram colocadas nesta fachada no século XVIII.

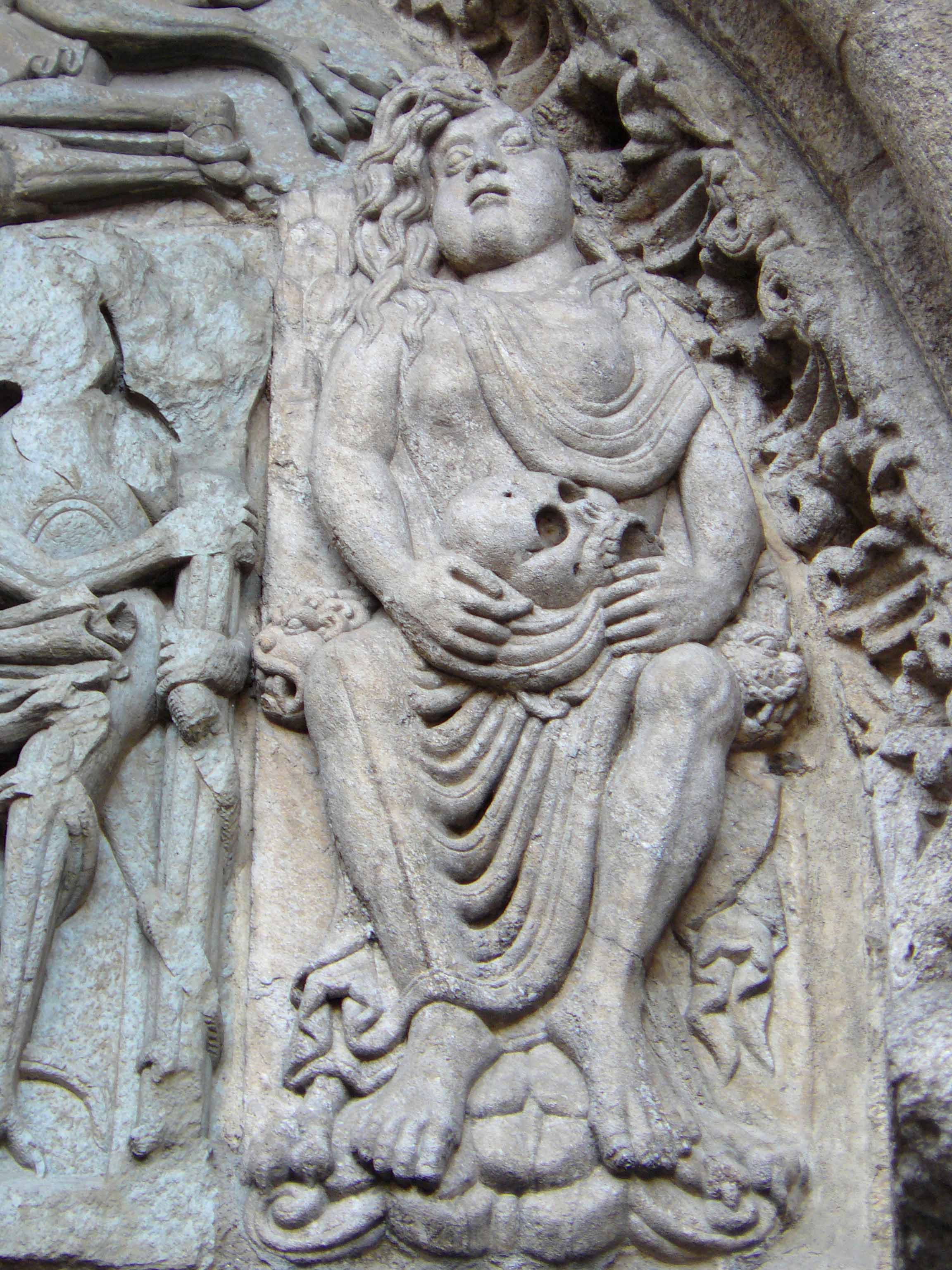
Pormenor da mulher adúltera

No tímpano da porta direita aparecem várias cenas da paixão de Cristo. Numa das jambas aparece a inscrição que comemora a colocação da primeira pedra: ERA / IC / XVI / V IDUS / JULLII (11 DE JULHO DE 1078). Uma imagem, não identificada, sobre uma raposa que engole uma lebre e, frente de esta, uma mulher mal vestida com um animal no colo, procedem de outro lugar. Apoiadas no muro da torre da Berenguela aparecem outras imagens que representam a criação de Eva, Cristo num trono e o sacrifício de Isaac.
Das onze colunas inferiores desta fachada, três são de mármore (a central e as extremas) e o restante de granito. Na central aparecem as figuras de doze profetas e nas laterais os apóstolos.
Para o friso também se aproveitaram algumas das figuras da porta da Acibecharia. Dois leões, sobre os quais repousa um cristograma e uma figura desconhecida, apóiam-se sobre a coluna central. Num medalhão aparece o Pantocrator (ou a Transfiguração), com as mãos abertas e rodeado por dois anjos que tocam cornos. No centro do friso aparece Cristo abençoando acompanhado pelo apóstolo Santiago e de seis figuras mais, as colocadas por Antonio López Ferreiro. Também aparecem Santo André, a Virgem e o Menino e quatro apóstolos e um anjo. À direita de Santiago está São João, uma cena da expulsão de Adão e Eva do Paraíso e outras figuras soltas, incluído um centauro.
O friso separa-se da corpo superior por um torna-chuvas sustentado por cachorros grotescos. As duas janelas estão adornadas por arquivoltas. Os arcos interiores estão descentrados por causa das reformas realizadas no século XIII. À esquerda há uma grande concha que sustém a escada de acesso ao primitivo tesouro.
Originariamente havia duas torres românicas a ambos os lados desta fachada (só se conservam os alicerces de uma delas, sobre a que se ergueu a Torre do Relógio) e o tema da portada era o do Messias.